# 斯圖登克拉德內茨水庫
41°38′28″N 25°32′48″E / 41.64111°N 25.54667°E

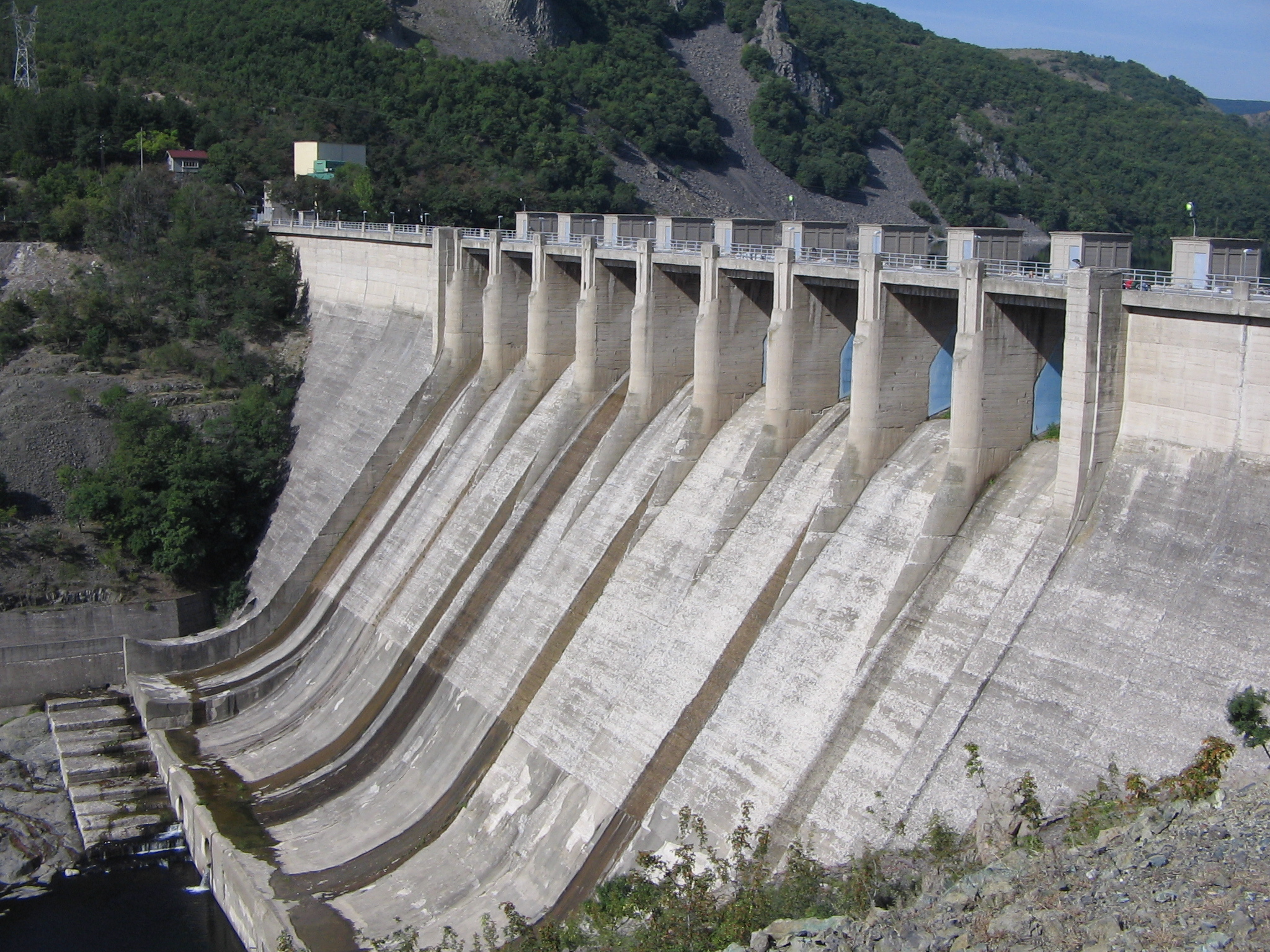

斯圖登克拉德內茨水庫是保加利亞的水庫，位於克爾賈利東南面30公里，處於阿爾達河上，長29公里、寬1.5公里，面積27.8平方公里，集水區面積3,707平方公里，海拔高度227米，蓄水量4.9億立方米，最大水深60米。

## 外部連結
- [永久]